# Ua Pou

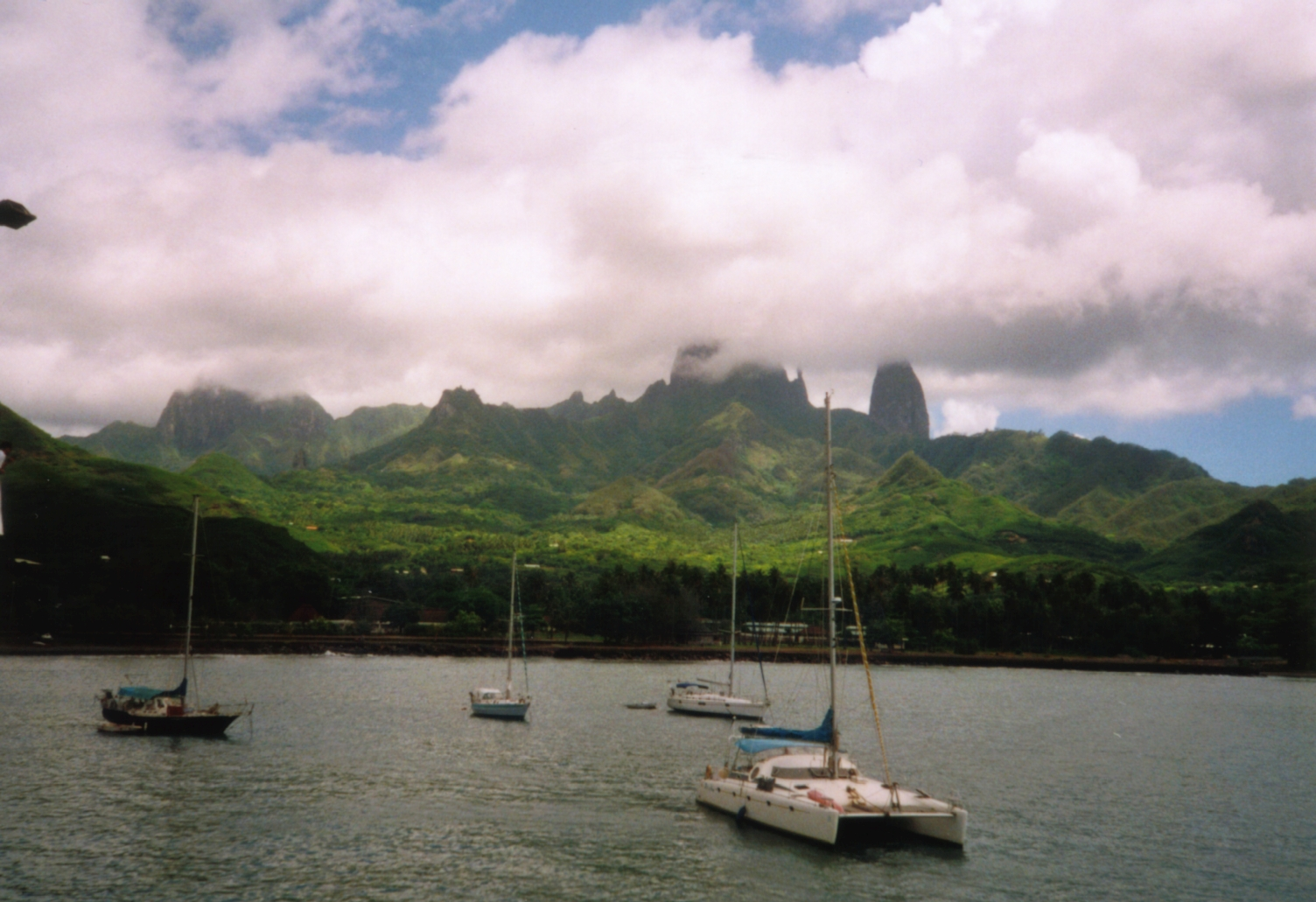
Ua Pou

Ua Pou (franska île Ua Pou, tidigare Hapu) är en ö i Franska Polynesien i Stilla havet.

## Geografi
Ua Pou ligger i ögruppen Marquesasöarna och ligger ca 1.350 km nordöst om Tahiti.
Ön har en area om ca 105,3 km² och ca 2.200 invånare, huvudorten heter Hakahau med ca 600 invånare.
Högsta höjden är den utslocknade vulkanen Mont Oave / Potainui med ca 1.230 m ö.h. och ön omges av några motus (småöar).
Ua Pou har en liten flygplats.

## Historia
Ön beboddes troligen av polynesier redan på 900-talet.
Ön upptäcktes av amerikanske kapten Joseph Ingraham i april 1791 som dock ej landsteg då, i juni samma år landsteg franske Etienne Marchand som förste europé.
1903 införlivades ön tillsammans med övriga öar inom Marquesasöarna i det nyskapade Établissements Français de l'Océanie (Franska Oceanien).